# Élie de Lastours
Visconte Élie Marie Gabriel de Lastours (Orgeval, 12 agosto 1874 – Castres, 18 novembre 1932) è stato uno schermidore e tennista francese.
Partecipò ai Giochi della II Olimpiade di Parigi nella gara di spada individuale, dove fu eliminato in semifinale, e nella gara di doppio maschile di tennis, dove fu eliminato al primo turno.